# Freadelpha burgeoni
Freadelpha burgeoni là một loài bọ cánh cứng trong họ Cerambycidae.